# هربار همدیگر را لمس می‌کنیم (آلبوم)
«هربار همدیگر را لمس می‌کنیم» (به انگلیسی: Everytime We Touch) آلبومی از کسکادا است که در سال ۲۰۰۷ میلادی منتشر شد.
این آلبوم در چارت‌های ایرلند در رتبه اول  و در چارت‌های ،  جزو ده آلبوم اول قرار گرفت.